# Alexis Mérodack-Jeaneau
Alexis Mérodack-Jeaneau, pseudonyme d’Alexis Jeaneau, né le 1er décembre 1873 à Angers où il est mort le 8 mars 1919 est un peintre et sculpteur français.
Associé au mouvement fauviste, il est à l'origine de la première exposition parisienne de Vassily Kandinsky en 1904, et a dirigé une revue d'art ouverte à l'avant-garde artistique, Les Tendances nouvelles (1904-1914).

## Biographie
Alexis Michel-Louis Jeaneau, fils de Marie Valentine Leroy, propriétaire, et d'Alexis Michel Jeaneau, négociant, suit d'abord l'enseignement de l'école des beaux-arts d'Angers sous l'égide du paysagiste Eugène Brunclair (1832-1918). Puis, vers 1890, aux Beaux-Arts de Paris, il entre comme élève libre dans l'atelier de Gustave Moreau où il rencontre Henri Matisse, Henri Manguin et Albert Marquet. Il y fera également la connaissance de Henri de Toulouse-Lautrec et du Douanier Rousseau. Il reste en lien avec sa ville natale en exposant au Salon de la Société des amis des arts d'Angers en 1892, 1893 et 1894.
Il participe à d'autres expositions collectives, notamment au Salon des indépendants, dès 1896, et en devient membre cette année-là. Il y expose jusqu'en 1914.
Il réalise sa première exposition personnelle en 1899 à la galerie La Bodinière à Paris. Sous l'influence du mouvement Rose-Croix, il accole, à son patronyme, le pseudonyme « Mérodack ». Il collabore à partir de 1900 à des périodiques comme L'Œuvre d'art international, Les Partisans, revue de combat, d'art et de sociologie de Paul Ferniot et Paul Redonnel, et à La Revue verlainienne (1901-1902) dirigée par Léon Deubel et Hector Fleischmann, lequel le qualifie de « peintre de l'angoisse » dans la revue Le Beffroi en janvier 1902. En 1901, il illustre pour les Éditions de la Maison d'art, L'Homme-fourmi de Han Ryner, un proche de Redonnel, et épouse à Angers, le 26 septembre, Jeanne Marie Varin.

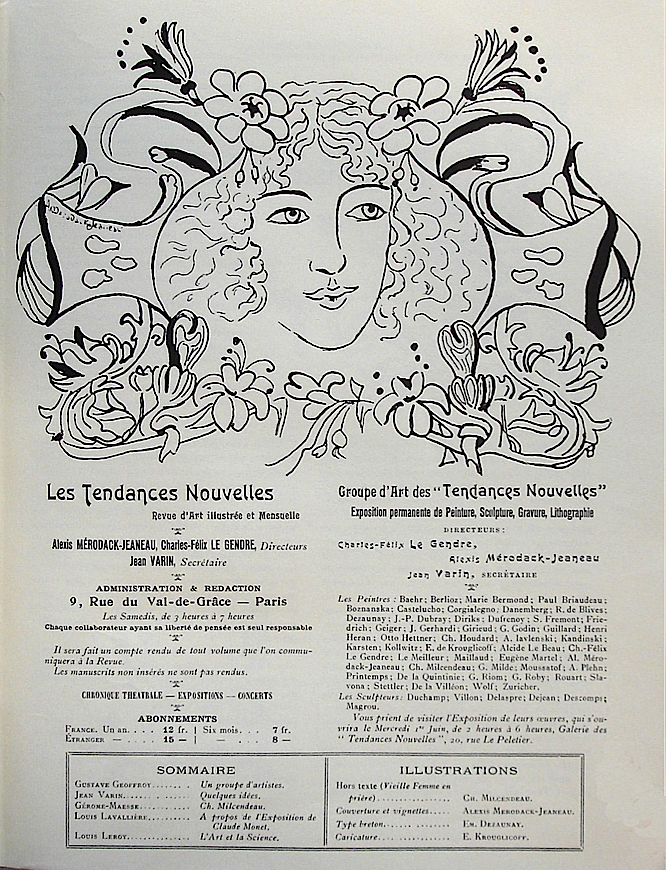
Table des matières du premier numéro de Les Tendances nouvelles, mai 1904.

De mai 1904 à 1914, il édite la revue Les Tendances nouvelles qu'il dirige avec Charles-Félix Le Gendre, assisté de Jean Varin, et qui compte 65 livraisons dans lesquelles sont éditées des gravures sur bois de Vassily Kandinsky, des motifs de Lyonel Feininger, entre autres. Cette revue mensuelle, qui tire jusqu'à 5 000 exemplaires (1905-1906), se veut l'organe officiel de l'Union internationale des beaux-arts, des lettres, des sciences et de l'industrie (Paris), dont les présidents sont Paul Adam, Auguste Rodin et Vincent d'Indy.
Fin 1904, il expose au Salon d'automne à Paris trois toiles intitulées Coupeur de tête, Femme qui rit et Tête d'homme. Son adresse personnelle est mentionnée au 9, rue du Val-de-Grâce à Paris.
Réputé pour ses conflits ouverts avec le monde de l'art et son marché en particulier[réf. nécessaire], il crée en même temps sa propre galerie au 20, rue Le Peletier à Paris, qu'il nomme « Groupe d'art des Tendances nouvelles », où il vend directement ses toiles aux acheteurs. Il organise également les premières expositions de Kandinsky et Alexander Archipenko.
En 1907, dans le cadre de l'Union internationale, Mérodack-Jeanneau organise une grande exposition internationale d'art moderne à Angers, intitulée Le Musée du peuple et comprenant plus de 1 200 œuvres dont des toiles importantes de Paul Cézanne, du Douanier Rousseau et de Kandinsky.
Vers 1910, il se consacre à la sculpture.
En 1910, il a publié, dans sa revue Les Tendances nouvelles, le Manifeste de l’Excessivisme qui se moquait du mouvement futuriste de Filippo Tommaso Marinetti. Mais il s’est rapproché ensuite du futurisme dont il a reproposé, avec enthousiasme, quelques manifestes parmi les plus polémiques. En 1913, il a fait paraître dans le journal Gil Blas le manifeste Bombe, éléphant, carafé ! en considérant que le manifeste-synthèse d’Apollinaire L’Antitradition futuriste n’était qu’une reprise du synthétisme qu’il théorisait depuis longue date. Il avait en effet adhéré au programme avant-gardiste de la revue L'Idée synthétique fondée en 1901, pour défendre « le mouvement jeune et les tendances nouvelles », par son ami Hector Fleischmann.
Il écrit alors parfois sous le pseudonyme de « Baphomet » ou de « Gérôme-Maësse ». Il fait paraître en décembre 1913 un manifeste intitulé Le Synthétisme, fondée originellement en 1889, et dans lequel il résume l'histoire de l'art de façon assez novatrice et met en lumières des artistes situés dans l'avant-garde,.

## Œuvres dans les collections publiques
France
- Angers, musée des Beaux-Arts :
  - Place Blanche, 1897, dessin ;
  - Angevine assise, 1898, dessin ;
  - La Persécution, 1899, dessin ;
  - Espagnoles, retour de marché, 1901-1902 ;
  - Inquiète, vers 1898-1905, pastel et pierre noire ;
  - Étude pour le tableau l'Écuyère verte, 1910, dessin encre de Chine sur papier, ancienne vente Guillaume Apollinaire ;
  - La Gare en chantier, 1910, gouache sur papier ;
  - La Femme à la coupe d'oranges, vers 1910 ;
  - La Créole au perroquet, vers 1910 ;
  - La Montreuse de singe, 1911 ;
  - La Danseuse jaune, 1912 ;
  - L'Écuyère verte, 1913 ;
  - La Maine à Angers, 1913, gouache sur papier.

Suisse
- Genève, Petit Palais :
  - Portrait de Verlaine, 1903 ;
  - Clown à la boule bleue, 1906.

Œuvres d'Alexis Mérodack-Jeaneau
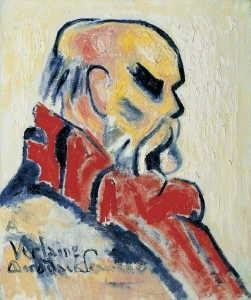
Portrait de Paul Verlaine (1903), Genève, Petit Palais.
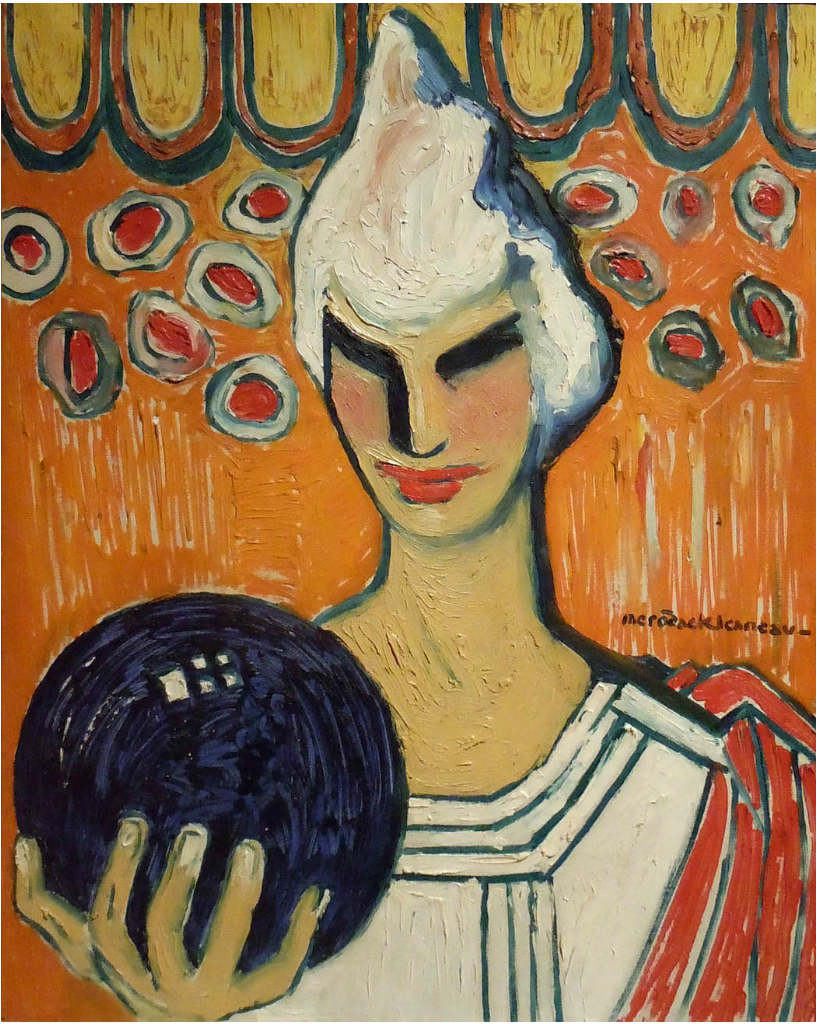
Clown à la boule bleue (1906), Genève, Petit Palais.
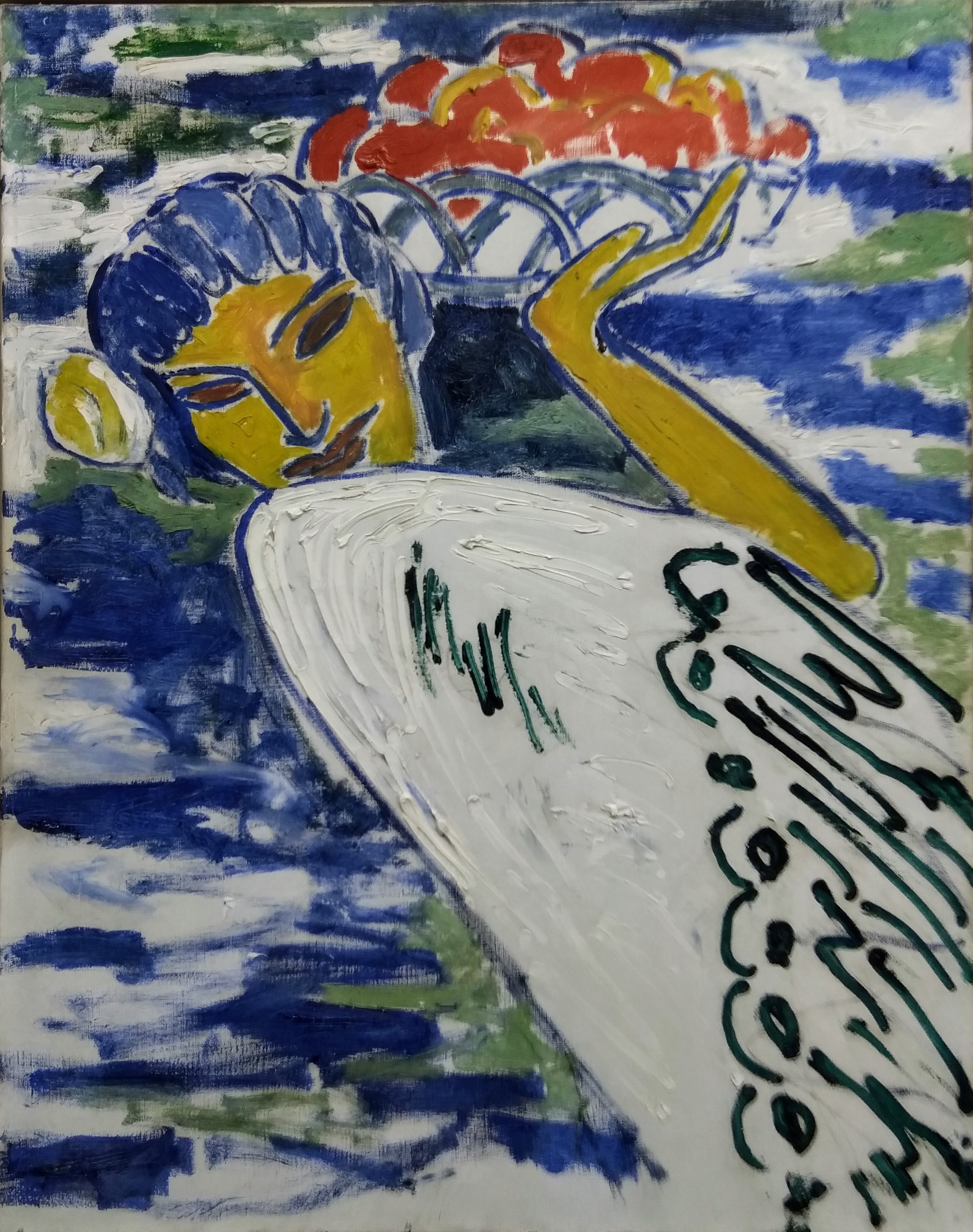
Femme à la coupe d'oranges (vers 1910), musée des Beaux-Arts d'Angers.
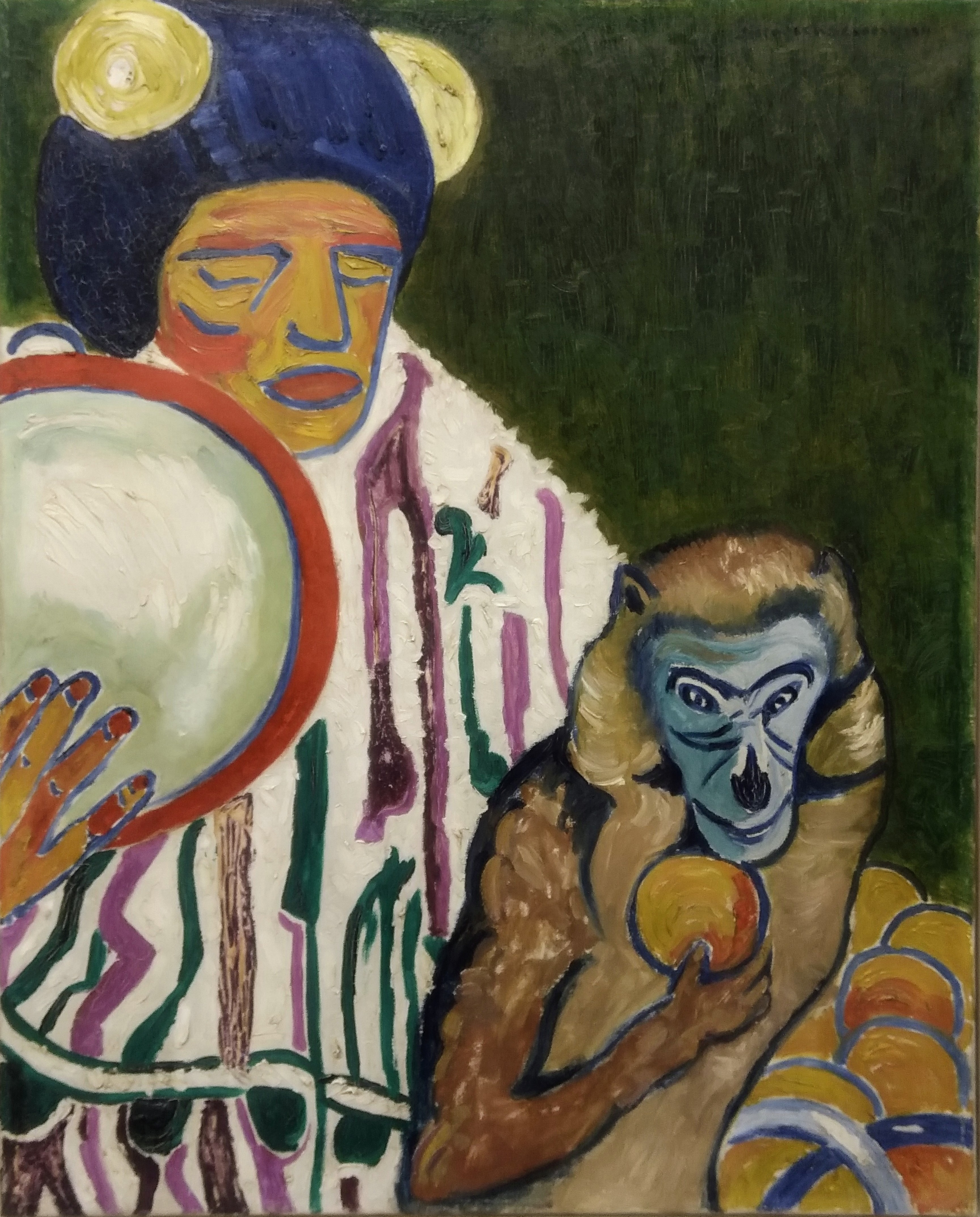
La Montreuse de singe (1911), musée des Beaux-Arts d'Angers.
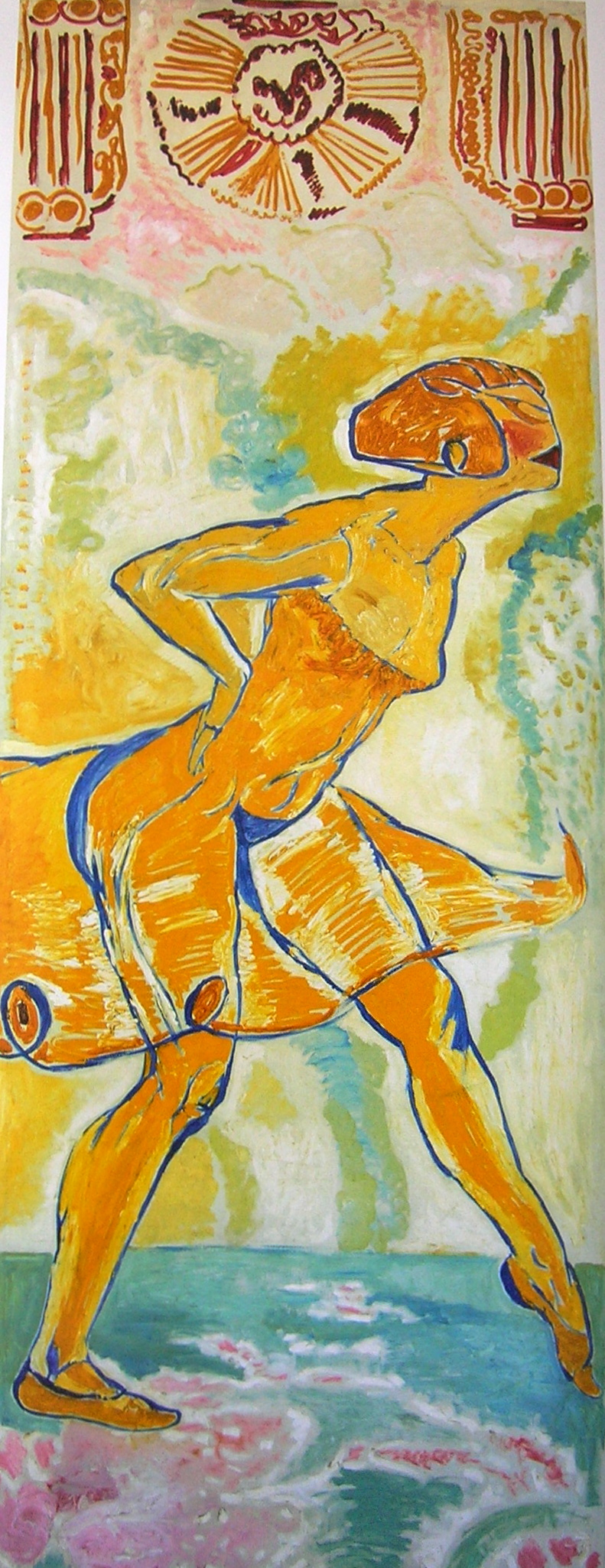
La Danseuse jaune (1912), musée des Beaux-Arts d'Angers.
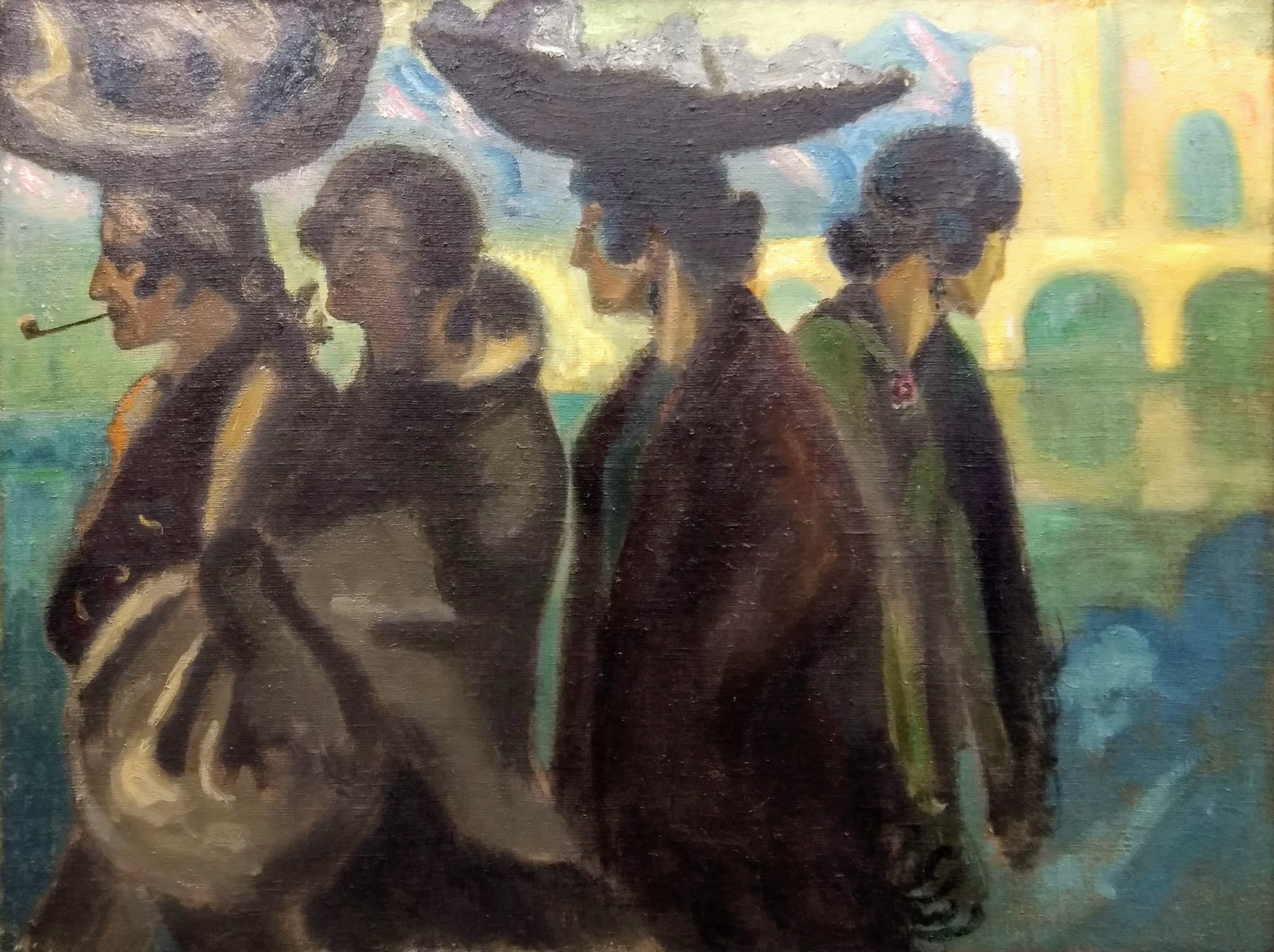
Espagnoles, retour du marché, musée des Beaux-Arts d'Angers.
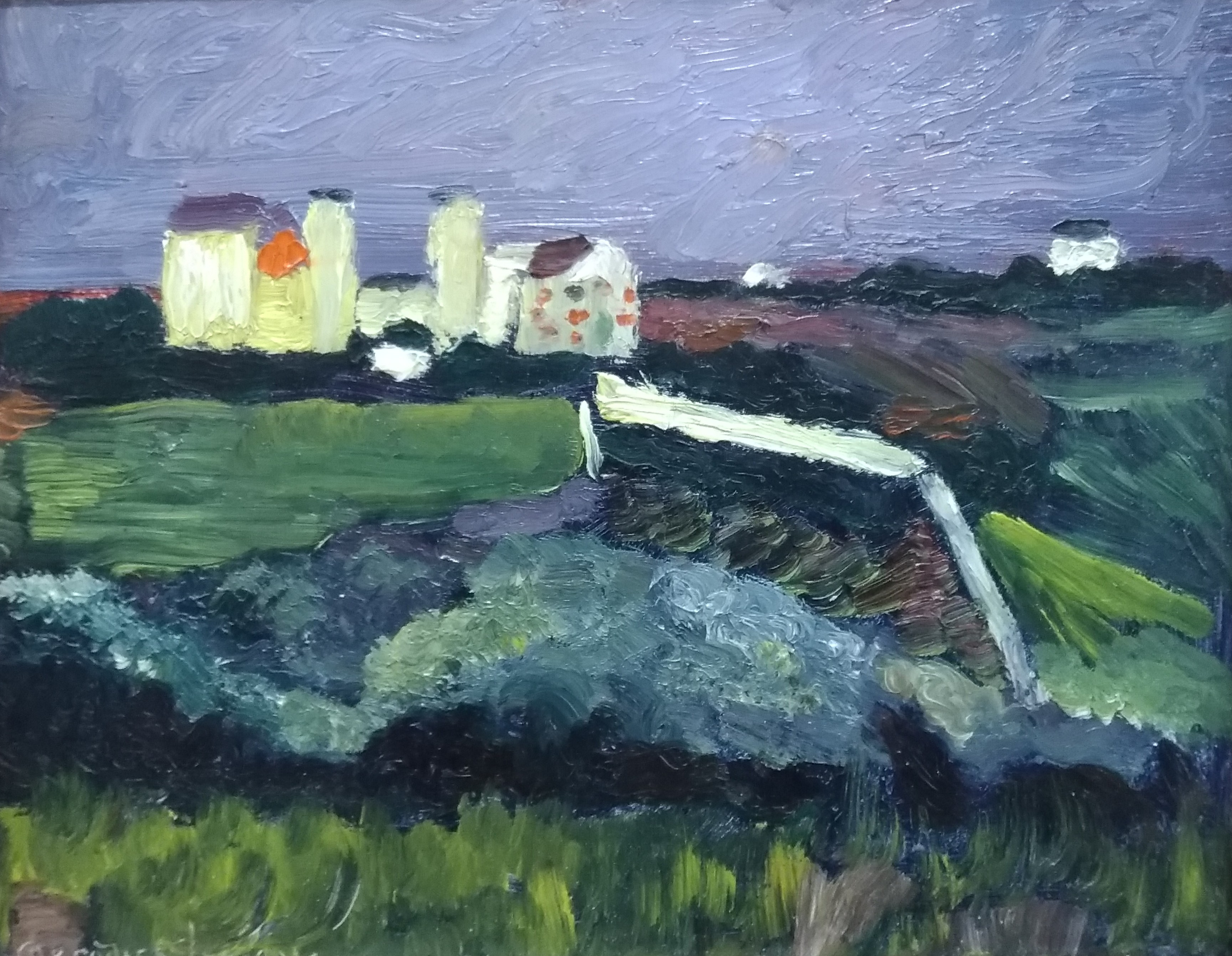
Paysage avec maison, musée des Beaux-Arts d'Angers.
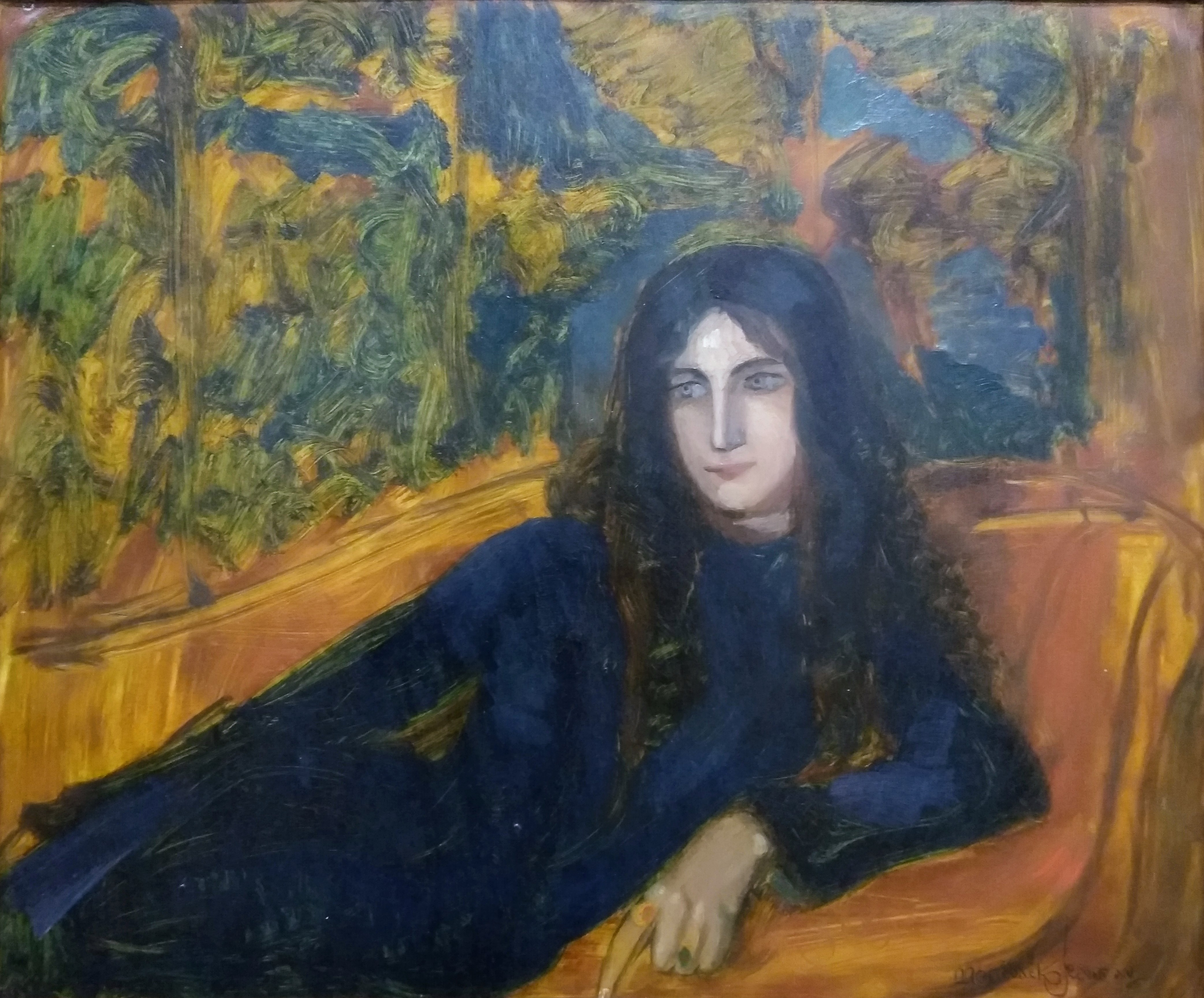
Jeune femme allongée sur un sofa, musée des Beaux-Arts d'Angers.
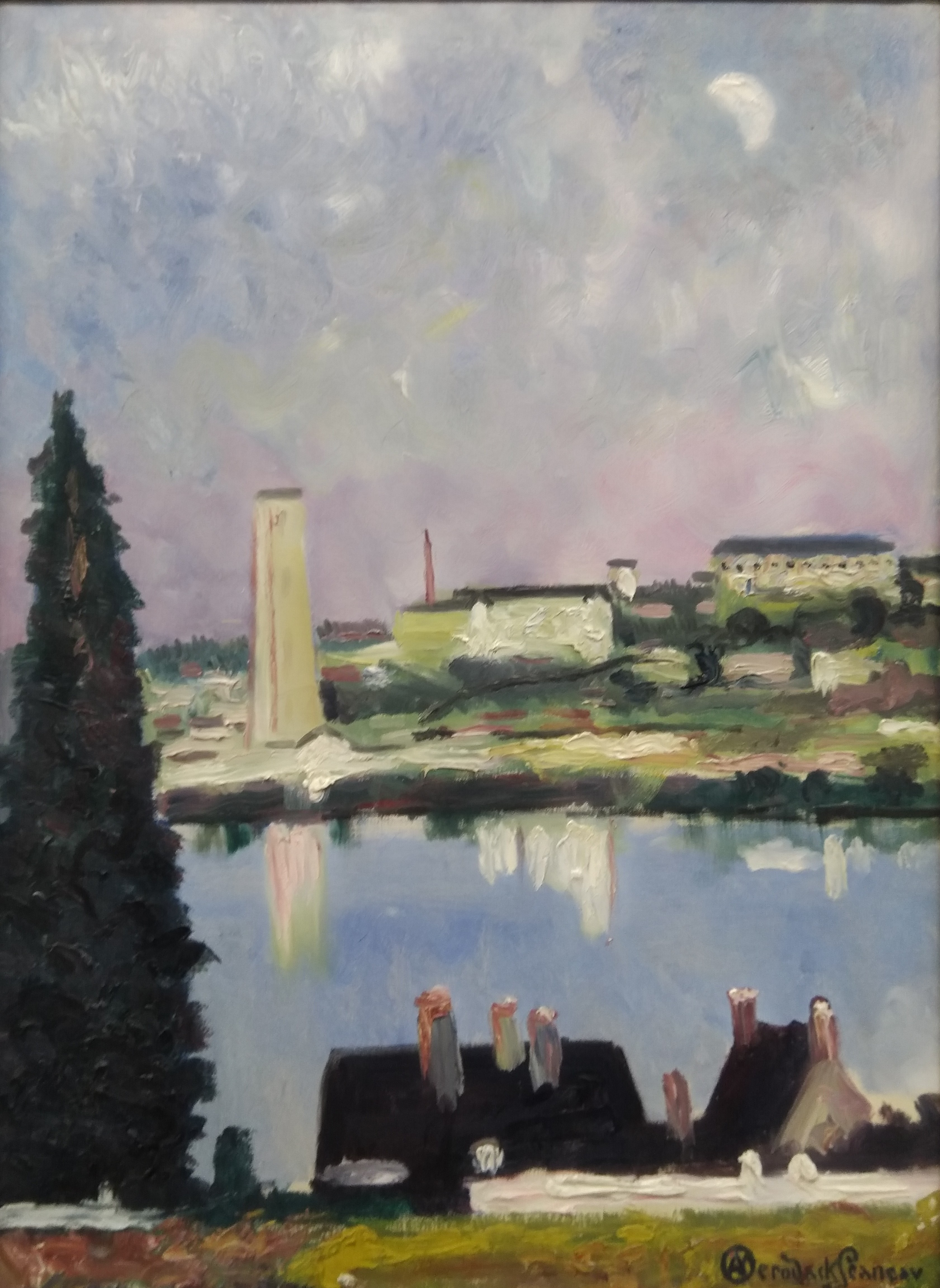
La Tour à plomb à Angers, musée des Beaux-Arts d'Angers.

## Postérité
Sa peinture, relativement méconnue, est directement associée au mouvement fauviste et au synthétisme de Paul Gauguin, dont il se veut le théoricien. Il fut collectionné par Guillaume Apollinaire[réf. nécessaire].
Dans le Mercure de France d'avril 1926, Gustave Kahn rappelle que « [ce] fidèle des Indépendants, y apporta souvent par le tableau ou la statue, des affirmations qui paraissaient audacieuses, mais qui ont souvent été reprises, soit par des artistes au fait de son œuvre, soit par des artistes, qui, l'ignorant, prenaient la même route et prenaient les mêmes points de vue. [Merodack Jeaneau] se manifesta par des statues ingénieusement polychromées, toujours d'un rythme assez intéressant, et par des gouaches sur thèmes de vie moderne, paysages de ville, scènes de cabaret, de foirails, d'un beau dessin résumé et d'une belle sonorité de couleurs, teintes plates ingénieusement agencées. C'était une tentative de synthèse, raisonnées et antérieure à d'autres similaires, ou trouvées au nom des mêmes principes, qui s'imposaient pour la recherche d'un art pareillement elliptique et suggestif. »
En 1977, un ensemble de 52 œuvres de Mérodack-Jeanneau est vendu à Paris à l'hôtel Drouot.
Deux ventes aux enchères de son atelier ont été réalisées à Angers par Maître Jean-Philippe Courtois : la première le 16 décembre 1986 et la seconde le 22 mars 1988.
Du 28 mars au 22 juin 1997, est organisée au musée des Beaux-Arts d'Angers une rétrospective de son œuvre, conduite par Patrick Le Nouëne. Pour le centenaire de sa disparition, ce même musée organise une rétrospective de son œuvre du 5 mai au 3 novembre 2019.